# Liste der Außenminister Polens
Dies ist eine Liste der Außenminister von Polen seit 1918

## Außenminister der 2. Republik Polen (1918–1939)
| Name                             | Amtsantritt       | Ende der Amtszeit  |
| -------------------------------- | ----------------- | ------------------ |
| Leon Wasilewski                  | 17. November 1918 | 16. Januar 1919    |
| Ignacy Jan Paderewski            | 16. Januar 1919   | 9. Dezember 1919   |
| Władysław Wróblewski (*)         | 13. Dezember 1919 | 16. Dezember 1919  |
| Stanisław Patek (*)              | 16. Dezember 1919 | 9. Juni 1920       |
| Eustachy Sapieha                 | 23. Juni 1920     | 24. Mai 1921       |
| Jan Dąbski                       | 24. Mai 1921      | 11. Juni 1921      |
| Konstanty Skirmunt               | 11. Juni 1921     | 6. Juni 1922       |
| Gabriel Narutowicz               | 28. Juni 1922     | 14. Dezember 1922  |
| Aleksander Skrzyński             | 16. Dezember 1922 | 26. Mai 1923       |
| Marian Seyda                     | 28. Mai 1923      | 27. Oktober 1923   |
| Roman Dmowski                    | 27. Oktober 1923  | 14. Dezember 1923  |
| Karol Bertoni (*)                | 19. Dezember 1923 | 19. Januar 1924    |
| Maurycy Zamoyski                 | 19. Januar 1924   | 27. Juli 1924      |
| Aleksander Skrzyński             | 27. Juli 1924     | 5. Mai 1926        |
| Kajetan Dzierżykraj-Morawski (*) | 10. Mai 1926      | 15. Mai 1926       |
| August Zaleski (*)               | 15. Mai 1926      | 25. Mai 1926       |
| August Zaleski                   | 25. Juni 1926     | 2. November 1932   |
| Józef Beck                       | 2. November 1932  | 30. September 1939 |

## Außenminister der Polnischen Exilregierung (1939–1945)
| Name                 | Amtsantritt        | Ende der Amtszeit |
| -------------------- | ------------------ | ----------------- |
| August Zaleski       | 30. September 1939 | 25. Juli 1941     |
| Edward Raczyński (*) | 22. August 1941    | Juni 1942         |
| Edward Raczyński     | Juni 1942          | 14. Juli 1943     |
| Tadeusz Romer        | 14. Juli 1943      | 24. November 1944 |
| Adam Tarnowski       | 29. November 1944  | 5. Juli 1945      |

## Außenminister der Volksrepublik Polen (1944–1989)
| Name                   | Amtsantritt       | Ende der Amtszeit  |
| ---------------------- | ----------------- | ------------------ |
| Edward Osóbka-Morawski | 21. Juli 1944     | 2. Mai 1945        |
| Wincenty Rzymowski     | 2. Mai 1945       | 5. Februar 1947    |
| Zygmunt Modzelewski    | 6. Februar 1947   | 20. März 1951      |
| Stanisław Skrzeszewski | 20. März 1951     | 27. April 1956     |
| Adam Rapacki           | 22. Dezember 1956 | 22. Dezember 1968  |
| Stefan Jędrychowski    | 22. Dezember 1968 | 22. Dezember 1971  |
| Stefan Olszowski       | 22. Dezember 1971 | 2. Dezember 1976   |
| Emil Wojtaszek         | 2. Dezember 1976  | 24. August 1980    |
| Józef Czyrek           | 24. August 1980   | 21. Juli 1982      |
| Stefan Olszowski       | 21. Juli 1982     | 12. November 1985  |
| Marian Orzechowski     | 12. November 1985 | 17. Juni 1988      |
| Tadeusz Olechowski     | 17. Juni 1988     | 12. September 1989 |

## Außenminister der 3. Republik Polen (seit 1989)
| Name                      | Amtsantritt        | Ende der Amtszeit  |
| ------------------------- | ------------------ | ------------------ |
| Krzysztof Skubiszewski    | 12. September 1989 | 25. Oktober 1993   |
| Andrzej Olechowski        | 26. Oktober 1993   | 6. März 1995       |
| Władysław Bartoszewski    | 7. März 1995       | 22. Dezember 1995  |
| Dariusz Rosati            | 29. Dezember 1995  | 30. Oktober 1997   |
| Bronisław Geremek         | 31. Oktober 1997   | 30. Juni 2000      |
| Władysław Bartoszewski    | 30. Juni 2000      | 19. Oktober 2001   |
| Włodzimierz Cimoszewicz   | 19. Oktober 2001   | 5. Januar 2005     |
| Adam Daniel Rotfeld       | 5. Januar 2005     | 31. Oktober 2005   |
| Stefan Meller             | 31. Oktober 2005   | 9. Mai 2006        |
| Anna Fotyga               | 9. Mai 2006        | 16. November 2007  |
| Radosław Sikorski         | 16. November 2007  | 22. September 2014 |
| Grzegorz Schetyna         | 22. September 2014 | 16. November 2015  |
| Witold Waszczykowski      | 16. November 2015  | 9. Januar 2018     |
| Jacek Czaputowicz         | 9. Januar 2018     | 20. August 2020    |
| Zbigniew Rau              | 26. August 2020    | 27. November 2023  |
| Szymon Szynkowski vel Sęk | 27. November 2023  | 13. Dezember 2023  |
| Radosław Sikorski         | 13. Dezember 2023  |                    |

(*) Geschäftsführend
Quelle: Polnisches Außenministerium